# Ottilia Grubenmann

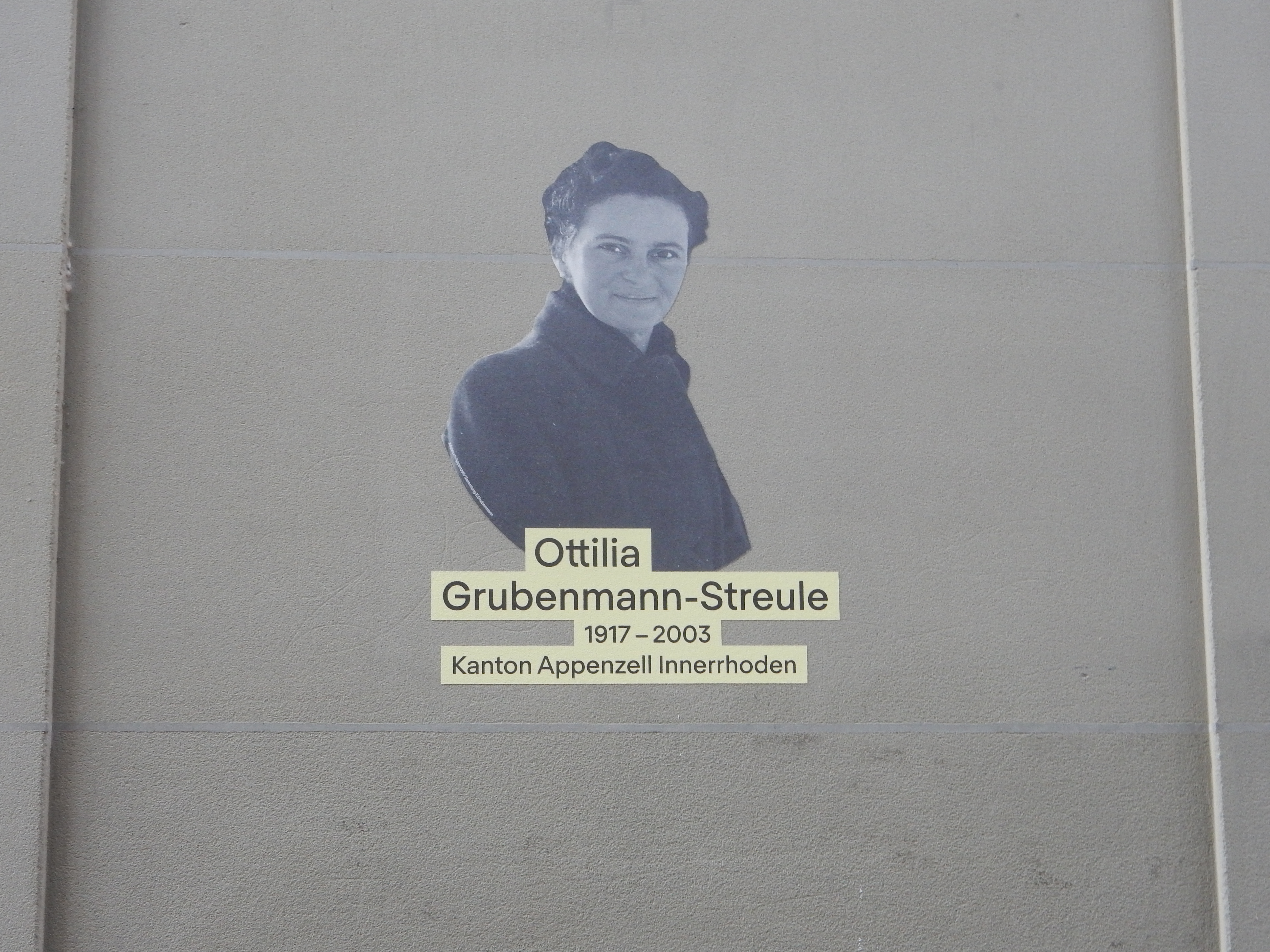
Ottilia Grubenmann (hommage2021.ch)

Ottilia Grubenmann (geb. Streule; * 18. Februar 1917 in Appenzell; † 5. August 2003 in Walkringen; heimatberechtigt in Appenzell) war eine Schweizer Hebamme. Sie war Betreiberin eines der ersten Geburtshäuser in der Schweiz und Verfechterin einer ganzheitlichen Geburtshilfe.

## Leben
Ottilia Streule wuchs als ältestes von vier Kindern bei ihren Eltern Josef Anton Streule, Landwirt, und Ottilia geborene Rist auf einem Bauernhof in Sonnenhalb bei Appenzell in ärmlichen Verhältnissen auf. In den Schulferien trug sie mit Handstickerei bereits früh zum Familieneinkommen bei. Mit 13 Jahren fasste sie den Entschluss, Hebamme zu werden. Der Besuch der Sekundarschule war aus finanziellen Gründen jedoch nicht möglich, und Ottilia Streule arbeitete nach der obligatorischen Schulzeit im Hausdienst. Unter ihrer bescheidenen Schulbildung litt sie zeitlebens. Als knapp 20-Jährige organisierte sie sich von Privaten ein Darlehen von 2000 Fr. und besuchte – ohne das Einverständnis der Eltern und trotz des pfarrherrlichen Einwands, sie sei noch zu jung – die einjährige Hebammenausbildung in St. Gallen. Danach kehrte sie nach Appenzell zurück, beantragte die kantonale Arbeitsbewilligung und begann mit der Betreuung von Hausgeburten auf den meist abgelegenen Bauernhöfen.
1940 heiratete sie den Spengler und Fotografen Emil Grubenmann, mit dem sie später zwei Söhne hatte. Das Paar bezog ein Haus an der Weissbadstrasse in Appenzell, zu dem eine Wäscherei und eine Glätterei gehörten, die Ottilia Grubenmann neben ihrer Arbeit als Hebamme führte. In den 1950er Jahren richtete sie ihr Heim als Geburtshaus für ledige Mütter (Illegitimität) ein. Diese halfen ihr in Wäscherei, Glätterei und im Haushalt und erhielten in ihrer schwierigen sozialen Situation Geburtsbegleitung, eine Bleibe für die Zeit der Schwangerschaft und des Wochenbetts sowie Unterstützung bei einer Freigabe des Kindes zur Adoption. In den 1960er Jahren trennte sich Grubenmann von ihrem Mann und baute ein neues Geburtshaus, wo sie auch mit ihren Söhnen wohnte. 1966 erhielt sie vom Kanton die Bewilligung, Frauen aus anderen Kantonen aufzunehmen; in den 1970er Jahren öffnete sie das Heim allen Frauen, die eine natürliche Geburt wünschten. Daneben arbeitete Grubenmann während 36 bzw. 21 Jahren in den Spitälern Appenzell und Gais als freischaffende Hebamme. 1969 wurde sie als erste Frau in die kantonale Sanitätskommission gewählt. Dem zunehmenden Einfluss der Ärzteschaft in der Geburtshilfe stand sie kritisch gegenüber und riet Schwangeren, Vertrauen in sich und die Natur zu entwickeln. Ihrer Meinung nach blieb für den natürlichen Geburtsverlauf zu wenig Platz, wenn die Gebärenden durch das verfrühte Eingreifen von Gynäkologen in ihrer Intimsphäre gestört wurden.
Grubenmann war eine kritische Zeitgenossin, die die Technisierung und Pathologisierung von Schwangerschaft, Geburt und Wochenbett anprangerte. Bereits in den 1940er Jahren vertrat sie Ansichten über die natürliche Geburtsbegleitung und Geburtsheilkunde, die bis heute relevant sind. Ihre Erfahrungen aus einer mehr als 60-jährigen Berufstätigkeit als Hebamme publizierte sie im zweibändigen Werk 200 Praxisfälle, das in den 1990er Jahren neu aufgelegt wurde. Bis ins hohe Alter beruflich aktiv, starb Ottilia Grubenmann bei einem Ausflug in Walkringen.

## Werke
- 200 Praxisfälle. 2 Bände. Alpstein-Verlag, Weissbad 1979–1993 (1993–1995²).
- Schwangerschaft, Geburt und Stillzeit. Ratschläge und Rezepte einer erfahrenen Hebamme. Alpstein-Verlag, Weissbad 1995, ISBN 3-9520636-2-2.
- Humorvolles Pflanzenbrevier. R. Geering, Verlag am Goetheanum, Dornach 1997, ISBN 3-7235-0995-9.